# Lotto Dstny/2024
Deze pagina geeft een overzicht van de wielerploeg Lotto Dstny in 2024.

## Algemeen
Algemeen manager: Stéphane Heulot
Ploegleiders: Mario Aerts, Dirk Demol, Tony Gallopin, Nikolas Maes, Kurt Van de Wouwer, Marc Wauters
Fietsmerk: Orbea
Kleding: Vermarc

## Renners
| Naam                | Geboortedatum | Nationaliteit | Ploeg 2023                  |
| ------------------- | ------------- | ------------- | --------------------------- |
| Johannes Adamietz   | 24-05-1998    | Duitsland     |                             |
| Jenno Berckmoes     | 04-02-2001    | België        | Team Flanders-Baloise       |
| Cédric Beullens     | 27-01-1997    | België        |                             |
| Victor Campenaerts  | 28-10-1991    | België        |                             |
| Logan Currie        | 24-06-2001    | Nieuw-Zeeland | Bolton Equities Black Spoke |
| Jasper De Buyst     | 24-11-1993    | België        |                             |
| Thomas De Gendt     | 06-11-1986    | België        |                             |
| Arnaud De Lie       | 16-03-2002    | België        |                             |
| Jarrad Drizners     | 31-05-1999    | Australië     |                             |
| Pascal Eenkhoorn    | 08-02-1997    | Nederland     |                             |
| Jonas Gregaard      | 30-07-1996    | Denemarken    | Uno-X Pro Cycling Team      |
| Sébastien Grignard  | 29-04-1999    | België        |                             |
| Jacopo Guarnieri    | 14-08-1987    | Italië        |                             |
| Andreas Kron        | 01-06-1998    | Denemarken    |                             |
| Arjen Livyns        | 01-09-1994    | België        |                             |
| Milan Menten        | 31-10-1996    | België        |                             |
| Sylvain Moniquet    | 14-01-1998    | België        |                             |
| Mathijs Paasschens  | 18-03-1996    | Nederland     |                             |
| Alec Segaert        | 16-01-2003    | België        |                             |
| Eduardo Sepúlveda   | 13-06-1991    | Argentinië    |                             |
| Liam Slock          | 18-09-2000    | België        |                             |
| Lionel Taminiaux    | 21-05-1996    | België        | Alpecin-Deceuninck          |
| Jarne Van de Paar   | 23-10-2000    | België        |                             |
| Lennert Van Eetvelt | 17-07-2001    | België        |                             |
| Maxim Van Gils      | 25-11-1999    | België        |                             |
| Brent Van Moer      | 12-01-1998    | België        |                             |
| Henri Vandenabeele  | 15-04-2000    | België        | Team DSM-Firmenich          |
| Harm Vanhoucke      | 17-06-1997    | België        |                             |
| Florian Vermeersch  | 12-03-1999    | België        |                             |

### Vertrokken
| Naam                | Geboortedatum | Nationaliteit | Ploeg 2024             |
| ------------------- | ------------- | ------------- | ---------------------- |
| Caleb Ewan          | 11-07-1994    | Australië     | Team Jayco AlUla       |
| Frederik Frison     | 28-07-1992    | België        | Q36.5 Pro Cycling Team |
| Michael Schwarzmann | 07-01-1991    | Duitsland     | Israel-Premier Tech    |
| Rüdiger Selig       | 19-02-1989    | Duitsland     | Astana Qazaqstan Team  |
| Harry Sweeny        | 09-07-1998    | Australië     | EF Education-EasyPost  |

## Overwinningen
| Nationale kampioenschappen wielrennen België - wegrit: Arnaud De Lie Nieuw-Zeeland - tijdrit: Logan Currie Europese kampioenschappen Tijdrit U23: Alec Segaert Trofeo Serra de Tramuntana Lennert Van Eetvelt Ruta del Sol 3e etappe: Maxim Van Gils Ronde van de Verenigde Arabische Emiraten 7e etappe: Lennert Van Eetvelt Eindklassement: Lennert Van Eetvelt Jongerenklassement: Lennert Van Eetvelt Grand Prix Criquielion Alec Segaert Grote Prijs Jean-Pierre Monseré Jarne Van de Paar Internationale Wielerweek 5e etappe: Jenno Berckmoes | Famenne Ardenne Classic Arnaud De Lie Eschborn-Frankfurt Maxim Van Gils Tro Bro Léon Arnaud De Lie Circuit de Wallonie Arnaud De Lie GP Kanton Aargau Maxim Van Gils Ronde van Slowakije 4e etappe: Johannes Adamietz Ronde van Sibiu Ploegenklassement: *1) Ronde van Frankrijk 18e etappe: Victor Campenaerts Ronde van Denemarken Eindklassement: Arnaud De Lie Jongerenklassement: Arnaud De Lie | Muur Classic Jenno Berckmoes Renewi Tour 2e etappe (ITT): Alec Segaert 5e etappe: Arnaud De Lie Jongerenklassement: Alec Segaert Binche-Chimay-Binche Arnaud De Lie Ronde van het Taihu-meer 2e etappe: Steffen De Schuyteneer Ronde van Guangxi 1e etappe: Lionel Taminiaux 5e etappe: Lennert Van Eetvelt Eindklassement: Lennert Van Eetvelt Jongerenklassement: Lennert Van Eetvelt |

*1) Ploeg Ronde van Sibiu: Van Eetvelt, Livyns, Menten, Moniquet, Sepúlveda, Vandenabeele
Bingoal WB · Burgos-BH · Caja Rural-Seguros RGA · Equipo Kern Pharma · Euskaltel-Euskadi · Israel-Premier Tech · Lotto Dstny · Polti Kometa · Q36.5 Pro Cycling Team · TDT-Unibet Cycling Team · Team Corratec-Vini Fantini · Team Flanders-Baloise · Team Novo Nordisk · TotalEnergies · Tudor Pro Cycling Team · Uno-X Mobility · VF Group-Bardiani CSF-Faizanè
1985 · 1986 · 1987 · 1988 · 1989 · 1990 · 1991 · 1992 · 1993 · 1994 · 1995 · 1996 · 1997 · 1998 · 1999 · 2000 · 2001 · 2002 · 2003 · 2004 · 2005 · 2006 · 2007 · 2008 · 2009 · 2010 · 2011 · 2012 · 2013 · 2014 · 2015 · 2016 · 2017 · 2018 · 2019 · 2020 · 2021 · 2022 · 2023 · 2024 · 2025